# ویترنسی
latitudeویترنسیlongitudeویترنسی
ویترنسی (به انگلیسی: Withernsea) یک شهرک در بریتانیا است که در انگلستان واقع شده‌است.

## نگارخانه

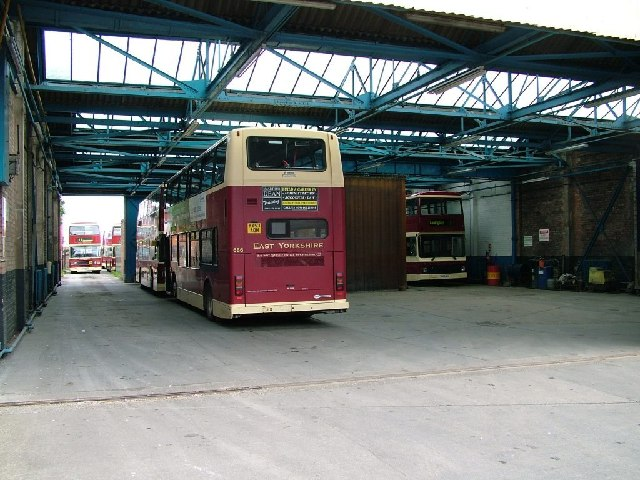
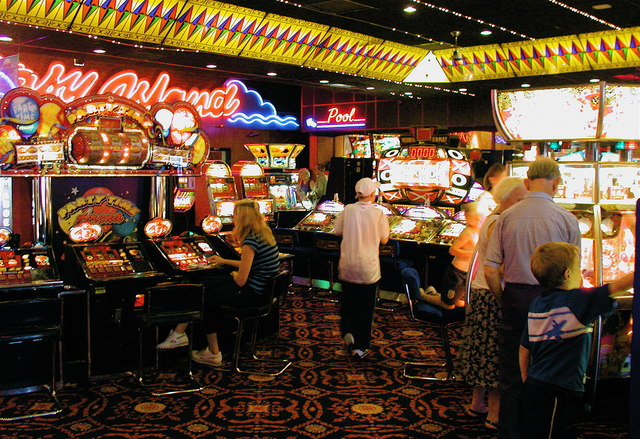
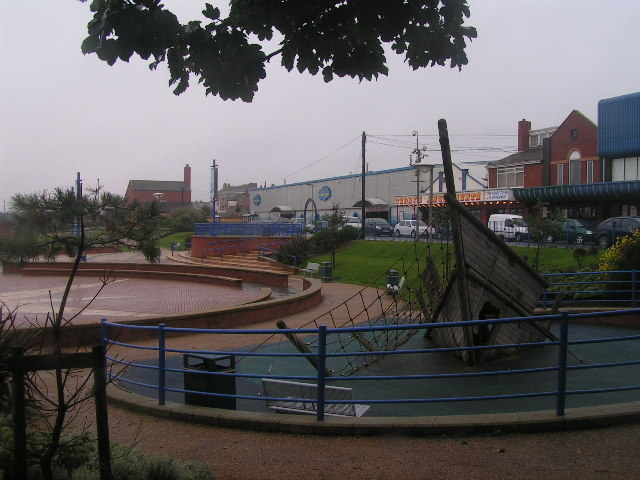
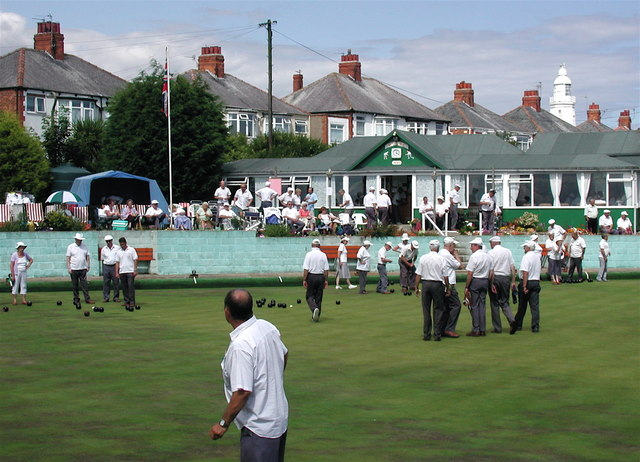

## خصوصیات
ویترنسی ۶٬۱۵۹ نفر جمعیت دارد.